# Kepler-16b
Kepler-16b (ehemals Kepler-16 (AB)-b) ist ein zirkumbinärer Planet. Er ist ein Saturn-Masse-Planet, der je zur Hälfte aus Gas und Stein besteht. Er umkreist den Doppelstern Kepler-16 mit einer Periode von 229 Tagen. „Kepler-16b ist das erste unzweifelhaft bestätigte Beispiel (…) eines Planeten, der nicht einen, sondern zwei Sterne umkreist“, so Josh Carter des Harvard-Smithsonian Center for Astrophysics und Mitglied des Entdeckungsteams.

## Entdeckung und Beobachtung
Der Planet wurde mithilfe des Weltraumteleskopes Kepler der NASA im September 2011 entdeckt. Wissenschaftlern war es gelungen, den Planeten mit der Transitmethode zu entdecken, nachdem sie beobachteten, dass einer der Sterne des Systems sich verdunkelte, ohne dass der andere ihn passierte. Außerdem erlaubte die genaue Aufzeichnung aller Verdunklungen und Durchgänge des Planeten und der Sterne des Systems eine ungewöhnlich genaue Berechnung der Größen und Massen der Objekte im Kepler-16-System. Laurance Doyle, der Leiter des Forschungsteams, das den Planeten entdeckte, sagte über diese Genauigkeit: „Ich glaube, dies ist der am besten vermessene Planet außerhalb des Sonnensystems.“ Zum Beispiel kann der Radius des Planeten bis auf 0,3 % bestimmt werden, genauer als bei irgendeinem anderen Exoplaneten [Stand September 2011].
Kepler-16b ist außerdem interessant, weil der Radius seiner Umlaufbahn kleiner ist als die vermutete Grenze für Planetenbildung in binären Systemen. Nach Sara Seager, einer Planetenexpertin am Massachusetts Institute of Technology, ging man bislang davon aus, dass ein Planet in einem Doppelsternsystem eine stetige Kreisbahn halten könne, wenn dieser mindestens siebenmal so weit von den Sternen entfernt sei, wie die Sterne untereinander voneinander entfernt sind.
Von der Erde aus gesehen passiert der Planet den ersten Stern seit 2014 nicht mehr. Er wird noch bis 2018 den zweiten, helleren Stern kreuzen, danach wird der Planet mit der Transitmethode bis etwa 2042 nicht mehr zu entdecken sein.
Der Planet kreist am äußersten Rand der habitablen Zone, ist jedoch wahrscheinlich ein Gas-Gigant mit einer Oberflächentemperatur zwischen −100 °C und −70 °C.

## Name

Künstlerische Darstellung des Kepler-16-System mit Kepler-16A in gelb, Kepler-16B in orange / rot und Kepler-16 (AB)-b in lila.

In dem Bekanntmachungsschreiben schrieb das Team: „Dem Grundsatz Ref. 22 folgend, können wir den dritten Körper als Kepler 16 (AB)-b, oder einfach ‚b‘ bezeichnen, sofern keine Mehrdeutigkeit besteht.“ In der SIMBAD-Datenbank wird er als Kepler-16(AB)-b gelistet, in der Extrasolar Planets Encyclopaedia ist er als Kepler-16(AB) b eingetragen.
Das Smithsonian Center hat vom Kepler-16b informell als „Tatooine“ gesprochen, eine Referenz zu dem fiktiven Planeten aus der Star-Wars-Reihe, welcher zwei Sonnen umkreist. „Wieder und wieder sehen wir, dass in der Wissenschaft etwas merkwürdiger und sonderbarer ist als Fiktion“, so John Knoll, der bei einigen der Filme an den Spezialeffekten gearbeitet hat.

## Potenzielle Bewohnbarkeit
Die habitable Zone des Kepler-16 Systems befindet sich in einer Entfernung von etwa 55 bis 106 Millionen Kilometern vom Doppelstern Kepler-16(AB). Mit einem Bahnradius von rund 104 Millionen Kilometern liegt Kepler-16b knapp am äußeren Rand dieser bewohnbaren Zone. Obwohl die Chancen, auf dem Gasgiganten selbst Leben zu finden, gering sind, haben Simulationen, durchgeführt von Forschern der University of Texas, gezeigt, dass eventuell irgendwann in der Geschichte des Systems ein Planet von Erdgröße durch Störungen anderer Körper aus dem Zentrum der habitablen Zone getrieben worden sein könnte, so dass Kepler-16b ihn als Mond einfangen konnte. Außerdem haben die Forscher die Möglichkeit erwogen, dass ein weiter entfernter, bewohnbarer Planet in etwa 140 Millionen Kilometern Entfernung den Doppelstern umkreisen könnte, der die Temperatur, die benötigt wird, um Wasser flüssig zu halten, durch eine dichte Mischung aus Treibhausgasen, wie Kohlenstoffdioxid und Methan, erreicht.